# بينوا هالر
بينوا هالر (بالفرنسية: Benoît Haller)‏ هو مغني ومغني أوبرا فرنسي، ولد في 1972 في ستراسبورغ في فرنسا.

## وصلات خارجية
- الموقع الرسمي
- بينوا هالر على موقع ميوزك برينز (الإنجليزية)
- بينوا هالر على موقع أول ميوزيك (الإنجليزية)
- بينوا هالر على موقع ديسكوغز (الإنجليزية)